# Řád královny Marie Luisy
Královský řád vznešených dam královny Marie Luisy (španělsky: Real Orden de las Damas Nobles de la Reina María Luisa) je španělský řád založený králem Karlem IV. Španělským na žádost jeho choti královny Marie Luisy. Založen byl roku 1792. Původně byl vyhrazen pouze pro španělské aristokratky katolického vyznání, ale postupně se otevřel i ženám z jiných panovnických rodin včetně těch s vyznáním jiným než katolickým. Přestože nadále oficiálně zůstává platným řádem, byl naposledy udělen v roce 1977.

## Historie
Řád založil 21. dubna 1792 španělský král Karel IV. na žádost své manželky královny Marie Luisy Parmské, po které byl také pojmenován. Důvodem zřízení řádu bylo umožnit ocenění předních španělských šlechtičen za jejich vynikající služby a schopnosti.
Řád byl striktně ženským řádem jehož velmistryní byla španělská královna. Počet dam řádu byl omezen na třicet a tato místa byla původně rezervována pro španělské šlechtičny. Roku 1796 král držitelky ocenění a jejich chotě povýšil dle protokolu na pozici srovnatelnou se španělskými grandy či držiteli velkokříže Řádu Karla III. Avšak limit počtu členek řádu byl brzy porušen a například královna Isabela II. Španělská udělila během své vlády 414 vyznamenání. Od nástupu Isabely II. na trůn byl také řád, původně vyhrazený katoličkám, otevřen i dalším křesťanským vyznáním a mohl být udělen i příslušnicím zahraničních vládnoucích dynastií nekřesťanského vyznání.
Během krátké vlády Josefa Bonaparta byly 18. září 1809 zrušeny všechny španělské vojenské řády, mimo Řádu zlatého rouna, a zrušen byl i tento dámský řád. Poté, co byl Bonaparte zbaven roku 1813 vlády a na španělský trůn se vrátili Bourboni, bylo toto nařízení opět zrušeno a řád byl opětovně od 24. listopadu 1816 udílen. Španělské královny opět získaly výsady zakladatelky řádu.
Královským dekretem ze dne 28. října 1851 byl stanoven poplatek členkám řádu na 3000 reálů, který měl být zaplacen do tří měsíců. Při nezaplacení tohoto poplatku, byly členky z řádu vyloučeny.
Král Alfonso XII. umožnil královským dekretem ze dne 28. listopadu 1878 šlechtičnám nosit řádový kříž méně formálním způsobem, a to na levé straně hrudi. Výjimkou byly příležitosti natolik důležité, že vyžadovaly řádné nošení insignie dle regulí řádu. Postupně se řád stával především řádem diplomatickým, a kromě příslušnic panovnických dynastií byl udílen i protějškům předních světových politiků a zahraničních diplomatů.
Republikánským zákonem ze dne 24. července 1931 přestal být tento řád oficiálním španělským vyznamenáním. Nicméně král Alfonso XIII. i jeho syn Jan Bourbonský udělily tento řád několika princeznám ze své dynastie. Mezi těmito princeznami byly infatka Pilar a infantka Margarita. Řád obdržela také princezna Sofie Řecká, když se roku 1962 svým sňatkem s následníkem španělského trůnu Juanem Carlosem I. stala španělskou princeznou.
Od rezignace Juana Bourbonského na svá dynastická práva dne 14. května 1977 nedošlo během vlády Juana Carlose I. k žádnému novému jmenování do řádu, a přestože zůstává nadále formálně platným řádem, lze jej považovat za de facto zaniklý.

## Přijímací ceremoniál
Ženy byly obvykle přijímány do řádu během formálního přijímacího ceremoniálu. Tento ceremoniál odehrávající se v královniných soukromých komnatách Královského paláce v Madridu byl popsán i ve statutu řádu. Nekonal se pouze z důvodu nemoci.

## Patronát
Patronát nad řádem byl svěřen svatému Ferdinandovi a svatému Ludvíkovi. Během svátků těchto dvou světců, tedy 30. května a 25. srpna přijímala královna dle protokolu členky řádu. Zároveň šlechtičny přinášely zvláštní dary svým patronům a také musely jednou za měsíc navštívit charitativní instituci, například Hospital de la Inclusa nebo ženskou nemocni jakou byla například Hospital de la Pasión. Povinná byla také pro členky řádu každoroční mše za zemřelé příslušnice řádu.

## Insignie
Řádový odznak má tvar zlatého bíle smaltovaného maltézského kříže. Jednotlivé cípy jsou zakončeny zlatými kuličkami. Uprostřed je oválný bíle smaltovaný medailon s barevně smaltovaným vyobrazením svatého Ferdinanda III. Kastilského, který je i jedním z řádových patronů. Ferdinand je zde vyobrazen oblečený do královského pláště a s korunou na hlavě. V pravé ruce drží meč a v levé královské jablko. Vnější okraj medailonu a vnější okraje ramen kříže jsou pokryty fialovým smaltem. Mezi cípy kříže jsou střídavě umístěny dvě zlaté věže a dva zlatí lvi. Všechny figury jsou spolu spojený zlatým řetízkem. Ke stuze je odznak připojen pomocí přechodového prvku ve tvaru zlatého vavřínového věnce. Na zadní straně je postava Marie Luisy a nápis REAL ORDEN DE LA REYNA MARIA LUISA.
Stuha z hedvábného moaré sestává ze tří stejně širokých pruhů v barvě fialové, bílé a fialové. Šířka stuhy je poloviční než je tomu u pánských řádů. 

Odznak se nosí na šerpě spadající z pravého ramene na protilehlý bok. Zpočátku byla povinnost nosit tento řád každý den na důkaz velké pocty, které se nositelce dostalo od královny. 

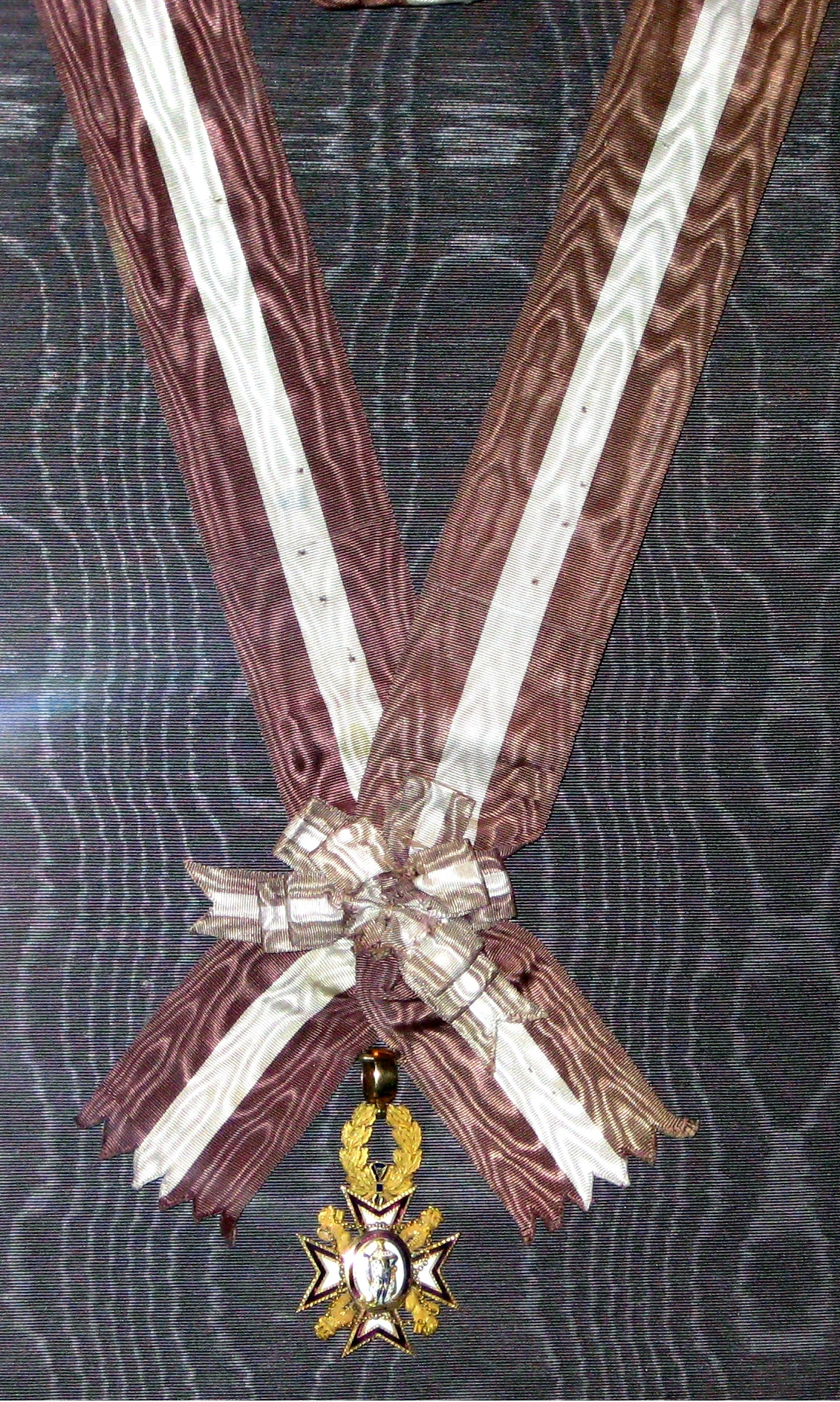
Insignie Řádu královny Marie Luisy
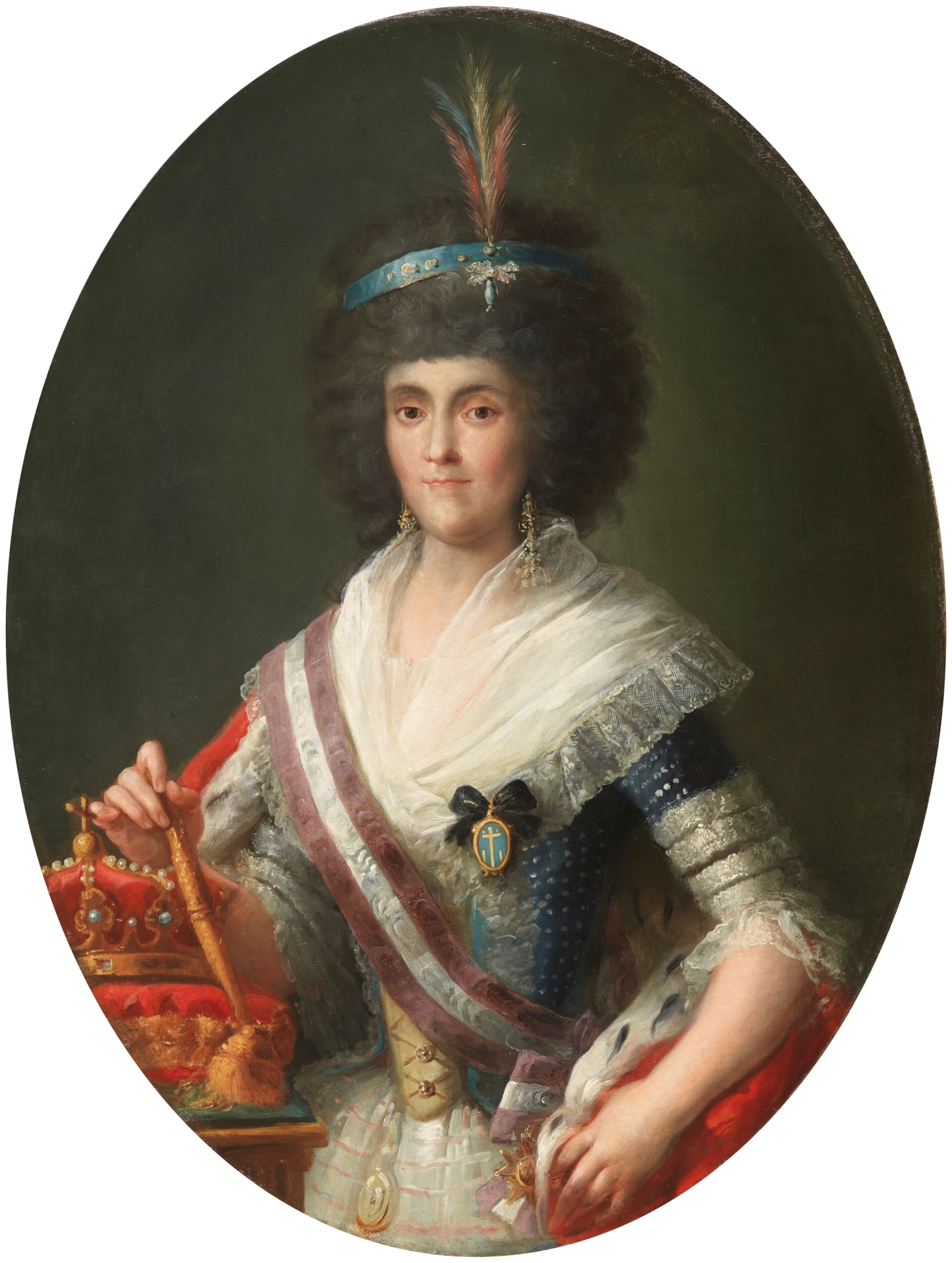
Portrét královny Marie Luisa Parmské s šerpou Řádu královny Marie Luisy
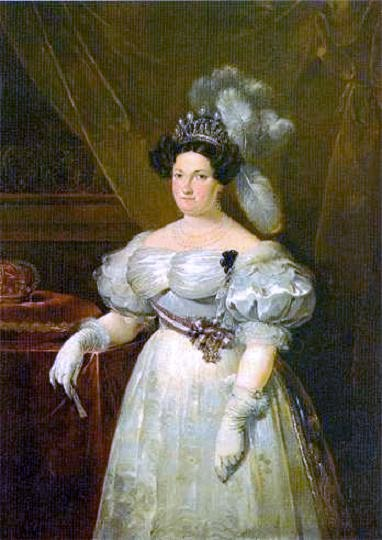
Portrét královny Marie Kristýny Neapolsko-Sicilské s šerpou Řádu královny Marie Luisy
Erb belgické královny Alžběty Gabriely Bavorské jakožto dámy Řádu královny Marie Luisy